# Anisodus
Anisodus, rod otrovnog višegodišnjeg zeljastog bilja i polugrmova iz porodice krumpirovki ili pomoćnica. Pripadaju mu 4 vrste iz Kine i Himalaja
Tipična je Anisodus luridus Link ex Spreng., sinonim za Anisodus stramoniifolius. Rod je opisan u Systema Vegetabilium, editio decima sexta 1: 512, 699. 1825[1824].

## Vrste
1. Anisodus acutangulus C.Y.Wu & C.Chen
2. Anisodus carniolicoides (C.Y.Wu & C.Chen) D'Arcy & Zhi Y.Zhang
3. Anisodus stramoniifolius (Wall.) G.Don
4. Anisodus tanguticus (Maxim.) Pascher

## Sinonimi
- Whitleya Sweet; News Lit. Fashion 3: 108 (1825)